# Liophidium rhodogaster
Liophidium rhodogaster — вид змій родини Pseudoxyrhophiidae. Ендемік Мадагаскару.

## Поширення і екологія
Liophidium rhodogaster поширені на сході острова Мадагаскару. Вони живуть у вологих тропічних лісах. Ведуть наземний спосіб життя.